# Сан Джакомо, Лора
Ло́ра Сан Джа́комо (англ. Laura San Giacomo; род. 16 ноября 1962) — американская актриса. Обладательница премии «Независимый дух», а также номинантка на «Золотой глобус» и BAFTA.
Наибольшую известность ей принесли роли в фильмах «Секс, ложь и видео» (1989) и «Красотка» (1990), а также сериалах «Журнал мод» (1997—2003), «Спасите Грейс» (2007—2010) и «Морская полиция: Спецотдел» (2016—2019).

## Биография
Сан-Джакомо, американка итальянского происхождения, родилась в Уэст-Ориндж, штат Нью-Джерси, в семье Мэриджо и Джона Сан-Джакомо, владельца бумажной фабрики. Она выросла в Денвилле, штат Нью-Джерси. Сан-Джакомо открыла для себя актёрское мастерство во время учёбы в средней школе Морриса Ноллса. В 1984 году она получила степень по изобразительному искусству, специализируясь на актёрском мастерстве, в Школе драмы Карнеги-Меллона в Питтсбурге.
После окончания университета она переехала в Нью-Йорк. Затем Сан–Джакомо появился в нескольких театральных постановках, в том числе в постановке Гарри Маршалла-Лоуэлла Ганца "Неправильный поворот" в Lungfish в Лос-Анджелесе, в постановке Принстонского театра Маккартер "Три сестры" и на Бродвее в Бейруте.
Сан-Джакомо впервые привлекла международное внимание в фильме Стивена Содерберга «Секс, ложь и видео» (1989), который стал её дебютом в кино в качестве признанной актрисы (в фильме 1988 года «В милях от дома»). Её работа в фильме была номинирована на премию Золотой глобус, и она получила премию Ассоциации кинокритиков Лос-Анджелеса "Новое поколение". Фильм был удостоен престижной Золотой пальмовой ветви Каннского кинофестиваля.
В 1990 году Сан-Джакомо сыграла второстепенную роль подруги Кит Де Луки персонажа Джулии Робертс в фильме «Красотка». Кассовые сборы фильма составили 178 миллионов долларов.
Нуждаясь в работе, но не желая месяцами находиться вдали от своего новорожденного сына, Сан-Джакомо перешла на телевидение в роли вспыльчивой, нахальной журналистки Майи Галло в фильме "Просто пристрели меня!" (1997-2003).
После того, как NBC отменил сериал в 2003 году, Сан-Джакомо время от времени появлялась в качестве приглашенной актрисы в нескольких телесериалах, включая короткометражную криминальную драму «Укротитель» в 2003 году и «Без сценария» в 2005 году.
В 2006 году Сан-Джакомо вернулась на сетевое телевидение с тремя гостевыми появлениями в третьем сезоне "Вероники Марс". Она воссоединилась с Энрико Колантони из "Просто пристрели меня!", сыграв Хармони Чейз. И Колантони, и Сан-Джакомо так понравилось их воссоединение, что они настояли на том, чтобы их персонажи появлялись вместе в большем количестве эпизодов.
В июне 2010 года Сан-Джакомо снялась в качестве приглашенной звезды в эпизоде под названием в сериале «На виду у всех». В декабре 2011 года она появилась в эпизоде сериала «Красотки в Кливленде» в роли Кэролайн.

## Личная жизнь
С 1990 по 1998 год была замужем за актёром Кэмероном Дайем. У бывших супругов есть сын, который родился в 1995 году. В 2000 году Сан Джакомо вышла замуж за актёра Мэтта Адлера.

## Фильмография
| Год       |     | Русское название           | Оригинальное название   | Роль                     |
| --------- | --- | -------------------------- | ----------------------- | ------------------------ |
| 1987      | с   | Спенсер                    | Spenser: For Hire       | Шэрон                    |
| 1988      | с   | Криминальные истории       | Crime Story             | Тереза Фарантино         |
| 1989      | ф   | Секс, ложь и видео         | Sex, Lies and Videotape | Синтия Патрисия Бишоп    |
| 1990      | ф   | Красотка                   | Pretty Woman            | Кит де Лука              |
| 1990      | ф   | Ещё кружок                 | Once around             | Джен Белла               |
| 1990      | ф   | Куигли в Австралии         | Quigley Down Under      | Кора                     |
| 1991      | ф   | Под подозрением            | Under Suspicion         | Анджелина                |
| 1994      | мтф | Противостояние             | The Stand               | Надин Кросс              |
| 1994—1996 | мс  | Гаргульи                   | Gargoyles               | Fox (голос, 16 эпизодов) |
| 1997—2003 | с   | Просто пристрели меня!     | Just Shoot Me!          | Майя Галло               |
| 2001      | ф   | Дженифер (фильм)           | Jenifer                 | Дженифер Эстесс          |
| 2003      | с   | Уличный босс               | The Handler             | Карен                    |
| 2006      | с   | Вероника Марс              | Veronica Mars           | Harmony Chase            |
| 2007—2010 | с   | Спасите Грейс              | Saving Grace            | Ретта Родригес           |
| 2010      | с   | На виду (телесериал)       | In Plain Sight          | Миа Кузато               |
| 2013      | с   | Менталист (телесериал)     | The Mentalist           | Мириам Готтлиб           |
| 2015      | ф   | Надоеда                    | The Meddler             | мать на телевидении      |
| 2016—2024 | с   | Морская полиция: Спецотдел | NCIS                    | доктор Грейс Конфалоне   |
| 2017—2018 | с   | Царство животных           | Animal Kingdom          | Морган Уилсон            |
| 2018      | с   | Анатомия страсти           | Grey's Anatomy          | Марджори Керси           |
| 2019      | ф   | Милый мальчик              | Honey Boy               | доктор Морено            |